# Mauzé-Thouarsais
Mauzé-Thouarsais település Franciaországban, Deux-Sèvres megyében. Lakosainak száma 2120 fő (2018. január 1.). Mauzé-Thouarsais Bouillé-Saint-Paul, Argenton-l’Église, Coulonges-Thouarsais, Luché-Thouarsais, Luzay, Massais, Moutiers-sous-Argenton, Saint-Jacques-de-Thouars, Saint-Jean-de-Thouars és Sainte-Radegonde községekkel határos.

## Népesség
A település népességének változása:
| Lakosok száma | 2186 | 2204 | 2212 | 2148 | 2120 |
|               | 2013 | 2015 | 2016 | 2017 | 2018 |